# Valerij Brjusov
Valerij Jakovlevič Brjusov (rusky Вале́рий Я́ковлевич Брю́сов; 1. prosincejul./ 13. prosince 1873greg. Moskva – 9. října 1924 Moskva) byl ruský básník, prozaik, dramaturg, literární kritik a historik, jeden ze zakladatelů ruského symbolismu.

## Život
Narodil se v Moskvě v kupecké rodině Jakova Kuzmiče Brjusova (1848–1907). R. 1897 se oženil s Joannou Matvejevnou roz Runtovou (1876–1965).
Vystudoval Moskevskou univerzitu. Velký vliv na jeho díla měli francouzští symbolisté – Baudelaire, Verlaine, Mallarmé. V letech 1894–1895 vydal pod pseudonymem tři sborníky: Ruští symbolisté, kde vyšlo mnoho jeho vlastních veršů. Je pro něj charakteristické téma boje se zchátralým, překonaným světovým patriarchálním obchodováním, snaha odejít od každodenního života k novému světu. Je např. autorem povídky Poslední stránky z deníku ženy.
V roce 1917 se postavil na stranu bolševiků. V roce 1920 byl přijat do komunistické strany.

## Dílo

### Poezie
- 1895 Chefs d’oeuvre (Mistrovská díla)
- 1900 Третья стража (Třetí hlídka)
- 1903 Urbi et orbi: básně z let 1900–1903
- 1906 Στεφανος (rusky Венок, česky Věnec)

### Próza
- 1908 – Ohnivý anděl (Огненный ангел) – historický román z Německa v 16. století. Román se stal předlohou libreta stejnojmenné opery Sergeje Prokofjeva.
- 1910 – Poslední stránky z deníku jedné ženy (Последние страницы из дневника женщины) – povídka zařazená později do knihy Noci a dny: Druhá kniha povídek a dramatických scén
- 1913 – Алтарь победы (česky: Oltář vítězství)

### Souborná vydání
- 1913–1914 Полное собрание сочинений и переводов (česky: Souborné vydání spisů a překladů)
- 1955 Избранные сочинения (česky: Vybrané spisy)
- 1961 Стихотворения и поэмы (česky: Básně a poémy)

### České překlady
- Cesty a rozcestí: verše, překlad: Petr Křička, Praha: Jan Otto, 1907, 103 s.
- Její rozhodnutí, in: 1000 nejkrásnějších novel... č. 18, překlad Stanislav Minařík, s. 27–36, Praha: J. R. Vilímek, 1911
- Ohnivý anděl: povídka o XVI. hlavách, překlad: S. Minařík, Praha: České tiskárny. a vydavatelstva. Tiskem Edvarda Beauforta. Dr. Antonín Hajn, distributor, 1913, 368 s.[1]
- Tváří v tvář: hra o české víře v r. 1918 – Praha: Josef Springer, 1921
- Ohnivý anděl: román o XVI. hlavách, překlad S. Minařík, Praha: Kvasnička a Hampl, 1925, 556 s.[2]
- V podzemním žaláři, přeložil Josef Helm, Praha: Alois Hynek, 1925
- Oltář vítězství: román, Praha: Družstevní práce, 1931, 653 s.
- Mé zemi, překlad: Zdenka Bergrová, Jiří Honzík, Ivan Slavík, Jiří Valja a František Vrba, Praha: SNKLHU, 1954, 176 s.
- Oltář vítězství, přeložila Milada Misárková; ilustroval Karel Hruška; grafickou úpravu navrhl Leo Novotný. Praha: Lidové nakladatelství, 1970, 351 s.
- Ohnivý anděl: román o 16 hlavách, přeložila Taťjana Hašková, poznámky Ilja a Vladimír Svatoňovi, Praha Odeon, 1978, 330 s.
- Rozhraní hlubin, přeložil a doslov napsal Jiří Honzík; ilustroval Vladimír Rocman, Praha: Odeon, 1982
- Poslední stránky z deníku jedné ženy, přeložila Marcela Pittermannová; doslov Elvíra Olonová, Praha: Volvox Globator, 1996